# 孫溫如
孫溫如（1549年—？），字玉叔，號弘海，山東濟南府濱州人，明朝政治人物。

## 生平
萬曆四年（1576年）丙子科山東鄉試第四名，萬曆八年（1580年）庚辰科會試第二百二十六名，登二甲第十八名進士。萬曆八年（1580年）任直隸霸州（今河北省霸州市）知州，十一年調山西吉州（今吉縣），丁憂歸。十五年复除華州，十九年升南京工部员外郎，二十年升郎中，二十一年降除河南归德府通判，二十六年升揚州府同知，二十八年升户部员外郎，二十九年管河西务，卒。

## 家族
曾祖孫騰；祖父孫鳳；父孫綬，嘉靖丁酉（1537年）舉人、貢士，以子温如貴贈奉直大夫户部员外郎，以孫嗣徽貴贈昭勇將軍京营游击。母張氏。兄淡如、淵如，弟浩如。孫淵如，萬曆十年壬午科舉人，仕至大同府同知。